# 李光地宅和祠
李光地宅和祠，位于中国福建省泉州市安溪县湖头镇湖二村和湖三村，包括旧衙、新衙、贤良祠和问房大厝。主要包括清代文渊阁大学士、吏部尚书李光地（1642-1718年）的故居和祠堂，而问房大厝是李光地二伯父李日燝的居所。

## 旧衙
旧衙又名昌和堂，位于湖三村湖头街北，始建于清康熙前期，前后五进。

## 贤良祠
贤良祠始建于清康熙二十四年（1685年），原为榕村书屋。李光地入祀京城贤良祠，格村书屋随之易名为贤良祠。

## 新衙
新衙又名相府，位于湖二村，始建于清康熙三十七年（1698年），前后五进，占地面积3120平方米。楹联包括“相门知理学，府第传乾坤”“家传一首冰壶赋，庭茁千寻玉树枝。”

## 保护
1991年，贤良祠公布为第三批福建省文物保护单位。2001年，旧衙、新衙作为附属文物并入省级文物保护单位“贤良祠”。2013年3月5日，安溪李光地宅和祠被中华人民共和国国务院公布为第七批全国重点文物保护单位。